# Maroondah Highway
Der Maroondah Highway (von Balwyn nach Croydon auch Whitehorse Road) ist eine Fernstraße im Süden des australischen Bundesstaates Victoria. Er verbindet Balwyn (Melbourne) mit dem Midland Highway in Mansfield nördlich des Lake Eildon.

## Geschichte
In den 1850er-Jahren wurde die Whitehorse Road als wichtige Verbindungsstraße von Melbourne ins Gippsland gebaut. Es war eine eher umständliche Route durch die Dandenongs. Heute übernehmen diese Aufgabe der Monash Freeway und der South Gippsland Highway.
Kurz nach dem Bau hieß die Straße Three Chain Road, weil sie 66 Yards (6,03 m) breit war.
Das Verkehrsaufkommen machte den Bau eines Hotels in Box Hill (Melbourne) namens White Horse Hotel notwendig. Der Name geht auf ein Pferd von Captain Elgar, dem Eigner des Landes in dieser Gegend, zurück. Die Straße wurde nach diesem Hotel benannt. 1921 allerdings musste das Hotel seine Pforten schließen, weil Box Hill austrocknete. Eine Kopie des weißen Pferdes vom Dach des Hotels steht heute auf dem Mittelstreifen der Whitehorse Road, während das Original in der Stadthalle von Box Hill steht.

## Verlauf
Die Whitehorse Road ist eine Fortsetzung der Cotham Road an der Kreuzung mit der Burke Road im Vorort Balwyn. An dieser Stelle ist sie eine typische, vierspurige Innenstadtstraße ohne Mittelstreifen. Die Straßenbahnlinie 109 befährt auch diese Straße, was zu erheblichen Verkehrsstauungen tagsüber führt.
Die Straße führt weiter durch Mount Albert bis zur Kreuzung mit der Elgar Road in Box Hill. Ab dort ist die Whitehorse Road vierspurig mit Mittelstreifen, auf dem die Straßenbahn fährt. Die Burke Road und die Elgar Road waren die östlichen und westlichen Grenzen von Captain Elgars 2 Quadratmeilen großen Land. Die Straßenbahn fährt bis zur Market Street, ein paar Blocks weiter. Ab diesem Punkt heißt die Whitehorse Road auch 'Maroondah Highway' und ist ein sechsspuriger Highway. Der Name 'Whitehorse Road' bleibt aber durch die Local Government Areas Whitehorse City und Maroondah City hindurch erhalten. Die Straße führt durch die Vororte Blackburn, Nunawading, Mitcham, Ringwood und Croydon.
Von dort führt der Maroondah Highway nach Lilydale Kurz danach zweigen der Warburton Highway (B380) nach Osten und der Melba Highway (B300) nach Norden ab. Im Wald zwischen Healesville und Buxton gibt es einen ziemlich kurvigen und steilen Streckenabschnitt, auf dem der Highway die Südflanke der Great Dividing Range erklimmt. Dann folgt er dem Acheron River nach Norden bis Alexandra. Von dort führt er weiter über Merton und Bonnie Doon nach Mansfield zum Beginn des Midland Highway (C518).

## Geschwindigkeitsbegrenzungen
- Kew-Box Hill (Middleborough Road) 60 km/h
- Box Hill-Blackburn 70 km/h
- Blackburn-Ringwood 80 km/h
- Ringwood 60 km/h
- Ringwood-Lilydale 80 km/h
- Lilydale 50 km/h
- Lilydale-Coldstream 80 km/h
- Coldstream 70 km/h
- Coldstream-Healesville 100 km/h
- Healesville 50/60 km/h
- Black Spur 80 km/h
- Narbethong-Mansfield 100 km/h
- Mansfield 50 km/h

## Wichtige Kreuzungen und Anschlüsse
| Maroondah Highway |                                                |                                |                                                                             |
| Anschlüsse Richtung Westen | Entfernung nach Kew (km)                       | Entfernung nach Alexandra (km) | Anschlüsse Richtung Osten                                                   |
| Ende Whitehorse Road (Maroondah Highway) weiter als Cotham Road nach Kew / Melbourne                                                                                              | 2,5                                            | 119,5                          | Beginn Whitehorse Road (Maroondah Highway) von der Cotham Road              |
| Camberwell, Heidelberg Burke Road | 2,5                                            | 119,5                          | Heidelberg, Camberwell Burke Road                                           |
| Balwyn | 4,3                                            | 117,7                          | Balwyn                                                                      |
| Canterbury, Doncaster Balwyn Road | 4,3                                            | 117,7                          | Doncaster, Canterbury Balwyn Road                                           |
| Burwood, Doncaster; Melbourne via Freeway Elgar Road | 7,3                                            | 114,7                          | Doncaster, Burwood Elgar Road                                               |
| Anschlüsse Richtung Westen | Entfernung nach Box Hill (km)                  | Entfernung nach Alexandra (km) | Anschlüsse Richtung Osten                                                   |
| Box Hill | 0                                              | 114                            | Box Hill                                                                    |
| Huntingdale, Doncaster Station Street | 0,1                                            | 113,9                          | Doncaster, Huntingdale Station Street                                       |
| Mount Waverley, Doncaster; Melbourne über Freeway Middleborough Road | 1,4                                            | 112,6                          | Doncaster, Mount Waverley Middleborough Road                                |
| Blackburn, Edithvale Chapel Street (Blackburn Road) | 2,9                                            | 111,1                          | Blackburn, Edithvale Chapel Street (Blackburn Road)                         |
| Doncaster East, Warrandyte; Melbourne über Freeway Surrey Road (Blackburn Road)                                                                                                   | 3                                              | 111                            | Doncaster East, Warrandyte Surrey Road (Blackburn Road)                     |
| Nunawading | 4,8                                            | 109,2                          | Nunawading                                                                  |
| Glen Waverley, Donvale; Melbourne über Freeway Springvale Road | 4,8                                            | 109,2                          | Donvale, Glen Waverley Springvale Road                                      |
| Mitcham | 6,4                                            | 107,6                          | Mitcham                                                                     |
| Wantirna, Donvale, Doncaster Mitcham Road | 6,4                                            | 107,6                          | Donvale, Wantirna, Boronia Mitcham Road                                     |
| Doncaster, Melbourne EastLink Ringwood Bypass | 8,4                                            | 105,6                          | Doncaster, Melbourne EastLink Ringwood Bypass                               |
| Dandenong, Frankston EastLink | 8,4                                            | 105,6                          | Dandenong, Frankston EastLink                                               |
| Wantirna Wantirna Road | 9,4                                            | 104,6                          | Wantirna Wantirna Road                                                      |
| Ringwood | 9.5                                            | 104.5                          | Ringwood                                                                    |
| Warrandyte Warrandyte Road | 9,7                                            | 104,3                          | Warrandyte Warrandyte Road                                                  |
| Anschlüsse Richtung Westen | Entfernung nach Melbourne über (km)            | Entfernung nach Alexandra (km) | Anschlüsse Richtung Osten                                                   |
| Croydon, Mount Dandenong Mount Dandenong Road Melbourne, Frankston über EastLink Ringwood Bypass                                                                                  | 28,4                                           | 103,6                          | Croydon, Montrose, Mount Dandenong Mount Dandenong Road zur Ringwood Bypass |
| Croydon, Bayswater Kent Avenue | 32,8                                           | 99,2                           | Croydon Kent Avenue                                                         |
| Wonga Park, Warrandyte Yarra Road | 33                                             | 99                             | Wonga Park Yarra Road                                                       |
| weiter als Whitehorse Road (Maroondah Highway) | 34                                             | 98                             | weiter als Maroondah Highway                                                |
| Boronia, Ferntree Gully Dorset Road | 35,5                                           | 96,5                           | Boronia Dorset Road                                                         |
| EISENBAHNLINIE NACH LILYDALE | 40,9                                           | 91,1                           | EISENBAHNLINIE NACH LILYDALE                                                |
| Lilydale | 41                                             | 91                             | Lilydale                                                                    |
| Monbulk, Belgrave, Narre Warren, Cranbourne; Montrose, Bayswater, Vermont Anderson Street                                                                                         | 41,5                                           | 90,5                           | Monbulk, Belgrave; Montrose Anderson Street                                 |
| Ende Beginn | 43,5                                           | 88,5                           | Woori Yallock, Warburton Warburton Highway                                  |
| Woori Yallock, Warburton Warburton Highway | 43,5                                           | 88,5                           | Ende Beginn                                                                 |
| Coldstream | 46                                             | 86                             | Coldstream                                                                  |
| Ende weiter als | 47                                             | 85                             | Yarra Glen, Yea Melba Highway                                               |
| Yarra Glen Melba Highway | 47                                             | 85                             | weiter als                                                                  |
| Woori Yallock, Cockatoo, Pakenham, Koo Wee Rup Healesville-Koo Wee Rup Road | 61                                             | 71                             | Woori Yallock, Cockatoo Healesville-Koo Wee Rup Road                        |
| Yarra Glen, Kinglake, Yea Healesville-Kinglake Road | 63                                             | 69                             | Yarra Glen, Kinglake, Yea Healesville-Kinglake Road                         |
| Healesville | 63,5                                           | 68,5                           | Healesville                                                                 |
| Badger Creek Badger Creek Road | 64                                             | 68                             | Badger Creek Badger Creek Road                                              |
| Mount Donna Buang, Yarra Junction Don Road | 64,5                                           | 67,5                           | Mount Donna Buang, Yarra Junction Don Road                                  |
| Narbethong | 87                                             | 47                             | Narbethong                                                                  |
| Marysville; zur Mount Donna Buang, Warburton Marysville Road | 88                                             | 44                             | Marysville, Lake Mountain, Cambarville; zur Warburton Marysville Road       |
| Marysville; zur Lake Mountain Buxton-Marysville Road | 102,5                                          | 29,5                           | Marysville Buxton-Marysville Road                                           |
| Buxton | 103                                            | 29                             | Buxton                                                                      |
| Eildon Taggerty-Thornton Road | 114                                            | 18                             | Eildon, Jamieson Taggerty-Thornton Road                                     |
| Alexandra | 132                                            | 0                              | Alexandra                                                                   |
| Anschlüsse Richtung Süden | Entfernung nach Alexandra (km)                 | Entfernung nach Mansfield (km) | Anschlüsse Richtung Norden                                                  |
| weiter als | 0                                              | 69                             | Eildon Goulburn Valley Highway                                              |
| Eildon Goulburn Valley Highway | 0                                              | 69                             | End weiter als                                                              |
| Ende weiter als | 7                                              | 62                             | Yea, Seymour Goulburn Valley Highway                                        |
| Yea, Seymour Goulburn Valley Highway | 7                                              | 62                             | weiter als                                                                  |
| Anschlüsse Richtung Westen | Entfernung nach Melbourne über Yarra Glen (km) | Entfernung nach Mansfield (km) | Anschlüsse Richtung Osten                                                   |
| weiter als | 133                                            | 56                             | kein Anschluss                                                              |
| Yea, Seymour, Yarra Glen, Melbourne Maroondah Link Highway | 133                                            | 56                             | Ende weiter als                                                             |
| Euroa, Shepparton Euroa-Mansfield Road | 152                                            | 37                             | Euroa, Shepparton Euroa-Mansfield Road                                      |
| Merton | 152                                            | 37                             | Merton                                                                      |
| Bonnie Doon | 167                                            | 22                             | Bonnie Doon                                                                 |
| Ende weiter als | 177                                            | 12                             | nach Wodonga, Sydney über Freeway; Benalla, Shepparton Midland Link Highway |
| Benalla Midland Link Highway | 177                                            | 12                             | weiter als                                                                  |
| Mansfield | 189                                            | 0                              | Mansfield                                                                   |
| Beginn Maroondah Highway | 189                                            | 0                              | Ende Maroondah Highway                                                      |
| Kreisverkehr (im Uhrzeigersinn vom Highway aus) Midland Highway nach Benalla und Shepparton Mount Buller Road nach Mount Buller; nach Whitfield; und nach Jamieson Highett Street |                                                |                                |                                                                             |